# İsmetpaşa Stadyumu
Das İsmetpaşa Stadyumu (deutsch İsmetpaşa-Stadion) war ein Fußballstadion in der türkischen Stadt İzmit. Die Heimmannschaft des 1978 eingeweihten Stadions war bis 2018 Kocaelispor. Die Spielstätte bot Platz für 12.710 Zuschauer.
Am 1. September 2018 wurde das Kocaeli Stadyumu eröffnet. Das 33.000 Plätze umfassende Stadion ist seitdem die neue Spielstätte von Kocaelispor. Im selben Jahr wurde das alte İsmetpaşa Stadyumu abgerissen.